# Nauru aux Jeux olympiques d'été de 2004
Nauru a participé aux Jeux olympiques d'été de 2004 à Athènes ; il s'agissait de sa troisième participation à des Jeux olympiques d'été. 

## Athlètes
Les sportifs portant les couleurs de Nauru lors de cette édition des Jeux olympiques d'été était les haltérophiles masculins Yukio Peter et Itte Detenamo ainsi que l'haltérophile féminine Reanna Solomon.
Aucun de ces athlètes n'a remporté de médaille, le mieux placé au classement étant Yukio Peter à la huitième position. À noter que Yukio Peter et Itte Detenamo étaient tous les deux les plus jeunes athlètes dans leur catégorie.
Yukio Peter a été le porte-drapeau de la délégation nauruane au cours des cérémonies d'ouverture et de clôture de ces Jeux olympiques.

## Résultat
Haltérophilie
| Athlète        | Catégorie | Arrachée | Arrachée | Épaulé-jeté | Épaulé-jeté | Total    | Rang | Médaille |
| Athlète        | Catégorie | Résultat | Rang     | Résultat    | Rang        | Total    | Rang | Médaille |
| -------------- | --------- | -------- | -------- | ----------- | ----------- | -------- | ---- | -------- |
| Itte Detenamo  | +105 kg ♂ | 155 kg   | 14e      | 192,5 kg    | 14e         | 347,5 kg | 14e  | ∅        |
| Yukio Peter    | -69 kg ♂  | 135 kg   | 10e      | 167,5 kg    | 6e          | 302,5 kg | 8e   | ∅        |
| Reanna Solomon | +105 kg ♀ | 95 kg    | 11e      | 125 kg      | 11e         | 220 kg   | 11e  | ∅        |

### Source
- (en) LA84 Foundation - Brochure des résultats officiels en haltérophilie aux Jeux olympiques d'été de 2004 à Athènes